# 133142 Violapiciu
133142 Violapiciu este o planetă minoră (asteroid) din centura de asteroizi. A fost descoperită pe 20 august 2003 la  de . 
Obiectul prezintă o orbită caracterizată de o semiaxă mare de 2,4590449267644 UAi, o excentricitate de 0,13537714181806, o înclinație de 6,5484908014511 ° în raport cu ecliptica.